# 표어문자

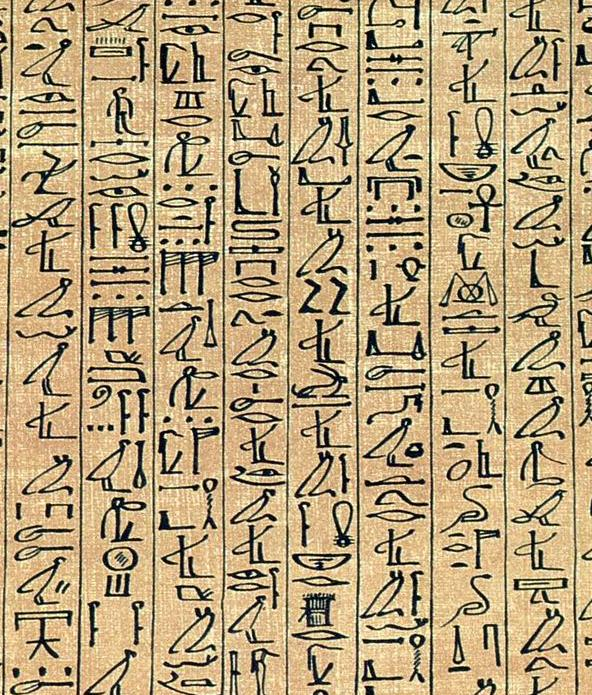
표어 문자로서의 기원을 가지는 이집트 상형 문자

표어 문자(表語文字, logogram, 단어 문자)는 하나 하나의 문자로 언어의 하나 하나의 말이나 형태소를 나타내는 문자 시스템을 말한다. 한자는 한 음절이 한 형태소가 된다. 중국어의 각 형태소를 한 문자씩 표기하므로 체계적인 표어 문자의 대표적인 것이라고 말할 수 있다.
하나 하나의 문자가 음소나 음절을 나타내 뜻에 대응하지 않는 문자 체계를 표음 문자라고 한다. 표어 문자가 원칙적으로 단독의 문자로 뜻을 만들어내지만, 표음 문자는 특정한 순서로 이어져 말의 발음을 나타내는 것으로 뜻을 만들어 낸다. 한편, 아라비아 숫자와 같이 각 문자가 나타내는 뜻은 명확하지만 언어의 발음과 관계가 거의 없다고 생각할 수 있는 문자 시스템을 표의 문자라고 한다.
표어 문자의 상당수는 상형문자에 기원을 둔다. 상형 문자가 오로지 구체적인 사물을 나타내는 기호만을 가지는 문자 체계인 데 반해, 표어 문자는 언어의 말이나 형태소를 거의 모두 나타낼 수 있다. 이러한 일이 가능하게 된 것은 다른 뜻을 가지는 문자를 조합해 보다 복잡한 뜻을 가지는 문자를 만들어 내는 기법 또는 말의 발음을 나타내는 기호, 의미를 분류하는 기호를 조합해 새로운 문자를 만들어 내는 기법을 발달시켰기 때문이다.
같은 표어 문자 시스템에서도 언어에 따라 쓰이는 문자의 수나 종류가 다르다. 이것은 시대와 지역에 따라 언어의 실상에 맞도록 독자적으로 문자를 고르거나 확장시키기 때문이다. 한자와 같이 많은 언어에서 쓰이는 문자 시스템에서는 하나의 언어로 이용되는 문자 수에 비해 문자 시스템에 속하는 문자가 꽤 많다.

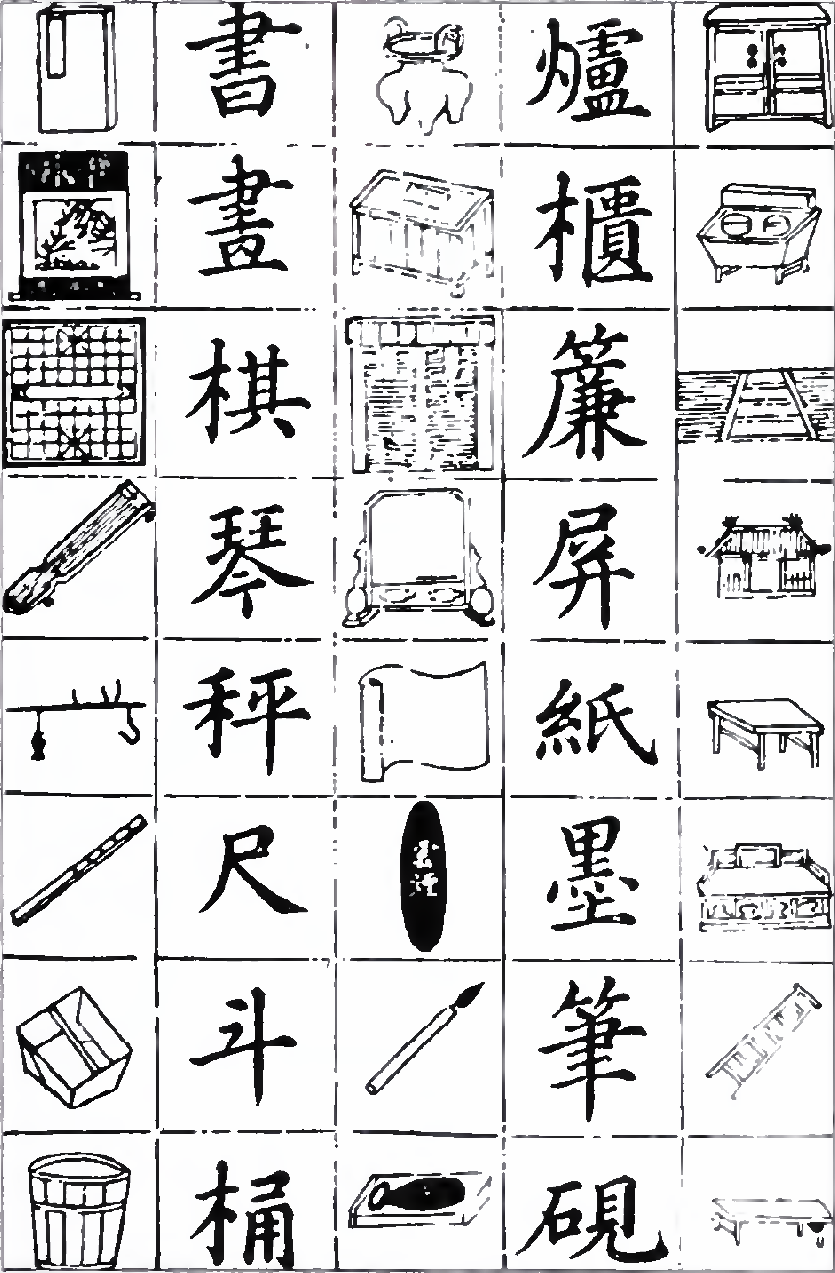
1436년 한자 입문서에서 발췌

## 한자
중국 학자들은 전통적으로 한자를 구성 원리에 따라 6가지로 분류해 왔는데, 이를 육서라고 한다.
처음의 두 종류는 독체자라고 하는데 문자가 다른 한자와 독립적으로 만들어졌다는 뜻이다. 대부분의 서양 사람들이 대부분의 글자들이 독립체 방식에서 나온 것으로 인지하고 있음에도 불구하고, 상형 문자와 표의문자는 실제로 중국어의 표의 문자의 일부 외의 것만 취한 것이다. 한자체의 더 큰 생산성은 두 개의 "합성" 방식들인데, 이를테면 문자는 비슷한 다른 문자로부터 만들어졌다는 것이다. "합성" 이라고 불리긴 하지만, 이러한 표어 문자들은 여전히 단일의 문자들이며 다른 표어 문자들과 마찬가지로 같은 양의 공간을 취하여 쓰고 있다. 마지막 두 종류는 문자 그 자체의 형성이 아닌 문자의 사용자에 따른 방식을 말한다.
한자 쓰기에서 가장 생산적인 방식인 어근음성표기(radical-phonetic)는 중국어의 음성 시스템이 풍부한 동음이의어를 허용했기 때문에, 또 적어도 재구성된 고대 중국어의 발음에서 나온 이론에 따라 음성의 유사 성조를 보통 무시하기 때문에 가능한 것이었다. 언어의 오랜 기간의 혁명 때문에 어근음성표기의 복합에 따른 "문자들에 포함된 그러한 구성 요소 힌트들"이 가끔 유용하지 않고 현대 언어 속에서 오해를 낳기 쉽다.

### 한국어와 일본어에서 쓰이는 한자
중국어라는 틀 안에서, 한자들은 순수 개념이 아닌 "낱말들과 형태소들"을 어느 정도 넓게 표현한다. 그러나 한국어와 일본어에서의 한자 채용은 이 그림에서 보는 바와 같이 복잡하게 얽히게 한다.
많은 중국어 형태소를 포함한 중국어 낱말들은 저들만의 글자 표현 방식과 더불어 한국어와 일본어로 차용되었다. 이러한 경우, 형태소와 문자들은 함께 차용된다. 그러나 다른 경우에, 문자들은 뜻 그대로 순수 일본어와 한국어 형태소를 표현하는 데 차용되기도 한다. 그 결과 단일 문자는 여러 언어를 걸쳐 다른 기원을 가지지 않는 비슷한 뜻을 가진 여러 개의 형태소를 표현하는 것으로 끝날 수 있다. 이 때문에 일본어의 칸지와 한국어의 한자는 자주 형태소적인 필기 시스템으로 말한다.

## 같이 보기
- 그림 문자
- 상형 문자
- 표의 문자

## 참고 문헌
- DeFrancis, John (1984). 《The Chinese Language: Fact and Fantasy》. University of Hawaii Press. ISBN 0-8248-1068-6.
- Hannas, William C. (1997). 《Asia's Orthographic Dilemma》. University of Hawaii Press. ISBN 0-8248-1892-X.
- Hoffman, Joel M. (2004). 《In the Beginning: A Short History of the Hebrew Language》. NYU Press. ISBN 0-8147-3690-4., Chapter 3.
- Williams and Bright, The World's Writing Systems, Oxford, 1996.